# Andrena balticola
Andrena balticola (лат.) — вид пчёл рода Andrena из семейства Andrenidae. Эстония, Тарту, (Kalmistu paljand, 58,3948° N, 26,7098° E), возможно, присутствует в соседней Латвии и европейской части России. Видовое название A. balticola поисходит от латинского слова Balticus — название географического региона Прибалтики, включающего Эстонию, Латвию и Литву, с суффиксом -cola, означающим «живущий в».

## Описание
Длина менее 1 см (самка 5,5 мм). Andrena balticola представляет собой необычное сочетание морфологических признаков. Благодаря небольшому размеру тела, умеренно развитым лицевым ямкам, не сильно суженным вентрально, задним тарзальным коготкам с внутренним зубцом, проподеальному треугольнику, который латерально не ограничен рельефными килями (кили отсутствуют), но внутренняя поверхность которого полностью покрыта густой сетью неправильных извилистых рёбер, и сильно выраженному антефуркальному нервулюсу, он не вписывается в типичные подроды Andrena. Наиболее морфологически сходными видами являются A. orichalcum Wood, 2023 (южная Турция, северная Сирия) и A. schwarzi Warncke, 1975 (Украина, европейская часть России, Турция, Казахстан). Благодаря скутуму A. balticola, который имеет слабые металлические зеленовато-медные отблески, его можно сравнить с A. orichalcum. Andrena balticola может быть отделена редкой и неясной скутальной пунктировкой, пунктировки разделены 2 диаметрами пунктур, отдельные пунктуры трудно различимы на фоне скульптуры (у A. orichalcum скутум с пунктировками, разделенными 1—2 диаметрами пунктур, отдельные пунктуры чётки и легко различимы на поверхности), лицевые ямки относительно широкие, занимающие ½ пространства между сложным глазом и латеральным глазком, не заметно суженные вентрально (у A. orichalcum с ямками, занимающими от ⅓ до ¼ пространства между сложным глазом и латеральным глазком, сужены далее вентрально), наличник с редкой, мелкой и неясной пунктировкой, пунктиры разделены 1—3 диаметрами проколов (у A. orichalcum с наличником более плотно и четко пунктирован, пунктуры разделены 0,5—2 диаметра пунктур), и тергиты с узкими апикальными волосками на T2-4, волоски лишь немного выходят за апикальный край маргинальных областей (у A. orichalcum с длинными волосками на T2-4, волоски четко выходят далеко за апикальные края маргинальных областей).
Отделение от A. schwarzi может быть проведено по сходным признакам, в частности, у A. balticola скутум со слабым металлическим зеленовато-медным отблеском (полностью черная у A. schwarzi), слабая скутальная пунктировка сливается с четкой скутальной скульптурой, скутум слабо блестящий (у A. schwarzi скутум полированная и блестящая с глубокими отчетливыми точками), наличник шагренированный и слабо блестящий, с неясной мелкой пунктировкой (у A. schwarzi с полированным и блестящим наличником, с глубокими отчетливыми точками), а тергальные волоски короткие и едва превышают апикальный край маргинальных областей (у A. schwarzi с апикальными волосками T2-4, четко выходящими далеко за апикальные края маргинальных областей).
Andrena balticola был впервые описан в 2024 году и относится к подроду Graecandrena, где сходен с видами A. orichalcum и A. schwarzi. Он отличается от большинства представителей подрода более обширной сетью рюг на проподеальном треугольнике, тогда как большинство европейских Graecandrena имеют только небольшой участок с рюгами базально (например, A. graecella Warncke, 1965 ; A. hyemala Warncke, 1973). Для подтверждения или опровержения этого филогенетического положения (а также для более точного определения границ самого подрода) потребуется найти самца с типичной генитальной капсулой Graecandrena или провести генетическое исследование.